# Dendrobium bigibbum

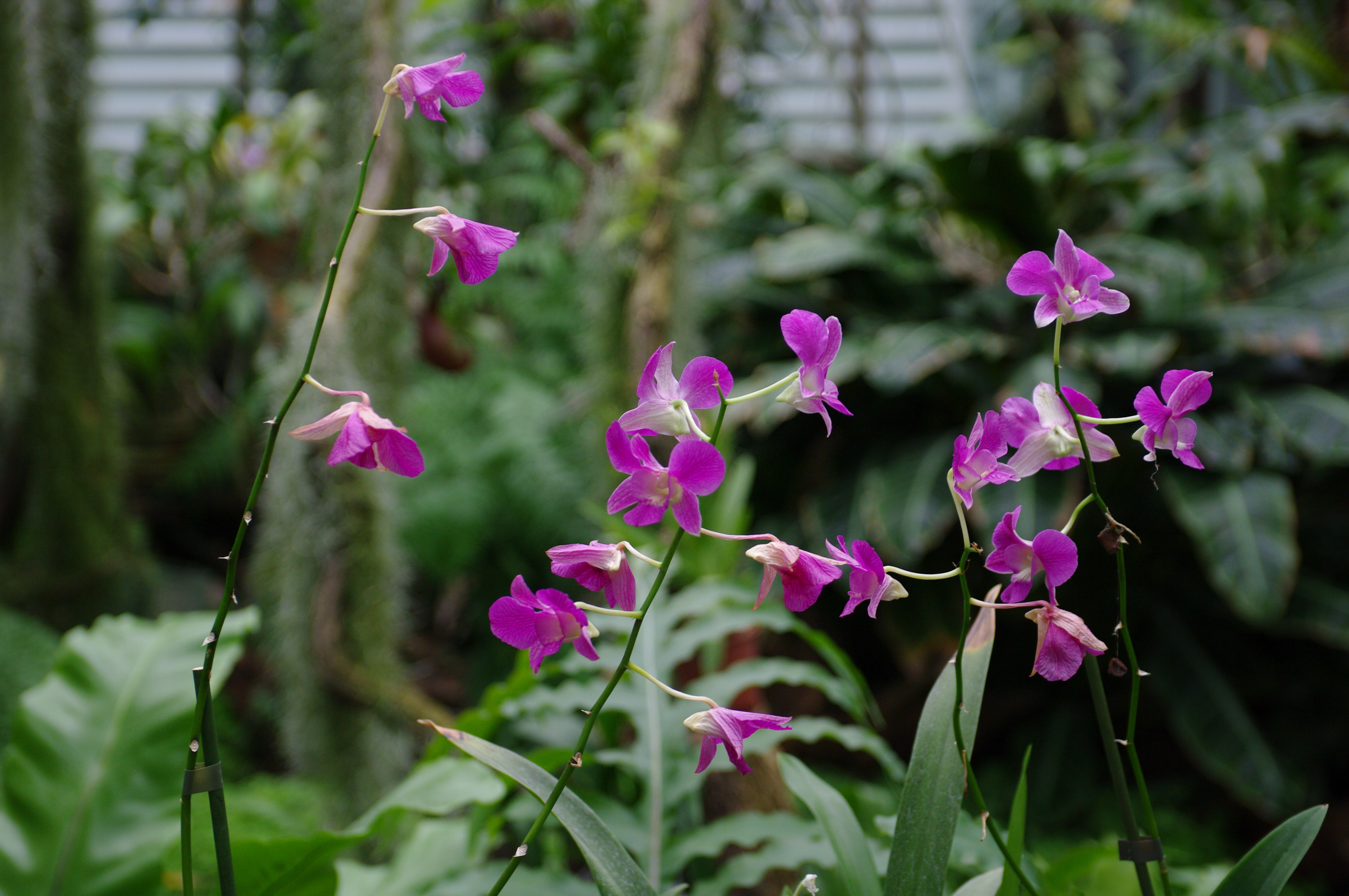
Dendrobium bigibbum у Національному ботанічному саду імені Миколи Гришка

Dendrobium bigibbum — вид багаторічних трав'янистих рослин родини орхідних (Orchidaceae).
Квітка Dendrobium bigibbum є квітковою емблемою австралійського штату Квінсленд.

## Синоніми
За даними Королівських ботанічних садів у К'ю:
- Callista bigibba (Lindl.) Kuntze, 1891
- Vappodes bigibba (Lindl.) M.A.Clem. & D.L.Jones, 2002
- Dendrobium sumneri F.Muell., 1868
- Dendrobium phalaenopsis Fitzg., 1880
- Dendrobium bigibbum var phalaenopsis (Fitzg.) F.M.Bailey, 1883
- Callista phalaenopsis (Fitzg.) Kuntze, 1891
- Callista sumneri (F.Muell.) Kuntze, 1891
- Dendrobium lithocola D.L.Jones & M.A.Clem., 1989
- Vappodes lithocola (D.L.Jones & M.A.Clem.) M.A.Clem. & D.L.Jones, 2002
- Vappodes phalaenopsis (Fitzg.) M.A.Clem. & D.L.Jones, 2002

## Поширення
Австралія, Нова Гвінея, острів Тимор, Сінгапур, Індонезія і Молуккські острови.
Зустрічається на висотах від 0 до 400 метрів над рівнем моря. Епіфіти і літофіти в місцях поширення з помірною інтенсивністю світла.

## Ботанічний опис
Велика напівлистопадна, поліморфна рослина.
Псевдобульби веретеноподібні, помітно потовщені в середній частині, злегка похилі, висотою до 150 см, діаметром до 2,5 см. Верхня частина псевдобульби несе листя з черговим розташуванням, нижня покрита їх піхвами.
Листя широкі, ланцетні, шкірясті, довжиною до 5 см, шириною до 2 см; тривалість життя листа 3-4 роки.
Суцвіття волотисте, багатоквіткове, що формується з верхніх пазушних бруньок псевдобульби, довжиною до 40 см.
Квітки можуть бути білими, блакитними або рожевими. Dendrobium bigibbum цвіте з січня по липень.
Плід — обернено-яйцеподібна, блискуча коробочка з трьома ребрами, довжиною до 3,5 см, діаметром 1,8 см. Маса плоду 4-5 г. Період дозрівання насіння 170—180 днів. В одній коробочці міститься близько півмільйона штук насіння.

## Культура та мистецтво
Адміністрація штату Квінсленд при підготовці до святкування сторіччя штату організувала голосування по вибору квіткової емблеми. Шукали рослину, яка росла тільки на території штату, легко культивувалася і за забарвленням була близькою до офіційного кольору (бордо). На це звання, крім Dendrobium bigibbum, претендували ще три рослини — Schefflera actinophylla, Stenocarpus sinuatus і Grevillea banksii.
Брисбенська газета «Кур'єр-Мейл» провела серед своїх читачів опитування, в результаті якого було вибрано 13 рослин, при цьому Dendrobium bigibbum вийшов на перше місце, Grevillea banksii — на друге, на третьому опинився молочай-різдвяник (Euphorbia pulcherrima).). 19 листопада 1959 року Dendrobium bigibbum був обраний офіційною емблемою штату Квінсленд..